# Großer Preis von Bilbao
Der Große Preis von Bilbao war ein internationales Motorrad-Rennen, das zwischen 1934 und 1965 18 Mal in Bilbao ausgetragen wurde.
Rekordsieger war der Belgier Auguste Goffin, der das Rennen in verschiedenen Klassen auf Norton sechs Mal gewinnen konnte.

## Geschichte
Im Jahr 1932 veranstaltete der Motorradklub der Bizkaia (Peña Motorista Vizcaya) in Castrejana, einem Stadtteil von Bilbao, erstmals Rennen um die Spanische TT. Die internationale Rennwoche wurde schnell zur wichtigsten Motorradveranstaltung Spaniens. Ab 1934 wurde der Große Preis von Bilbao in das Programm aufgenommen. 1935 waren die Rennen um den Großen Preis nur für spanische Fahrer ausgeschrieben.
Die ersten beiden Auflagen wurden auf einer 9,05 km langen Piste in Castrejana ausgetragen. 1934 und 1935 fanden die Läufe auf dem Circuito de las avenidas de Ensanche im Zentrum Bilbaos statt. Dieser hatte eine Länge von 3,160 km im ersten und 2,107 km im zweiten Jahr.
Ab dem Jahr 1936 wurde die Rennwoche wegen des Spanischen Bürgerkrieges und dem sich anschließenden Zweiten Weltkrieges nicht mehr ausgetragen.
1946 ließ der Moto-Club der Bizkaia den Großen Preis von Bilbao in Castrejana wieder aufleben und veranstaltete den Gran Premio del Ayutamiento de Bilbao. Ab 1949 wurden die Rennen auf einer 6,775 km langen Piste in Deusto ausgetragen und international ausgeschrieben.
In der 1957er Auflage wurde erstmals auch ein Rennen für Gespanne ausgetragen. Im Training streifte das deutsche Duo Fritz Hillebrand / Manfred Grunwald mit ihrer BMW in einer Kurve bei einer Geschwindigkeit von etwa 150 km/h einen Kilometerstein und wurde gegen einen Laternenpfahl geschleudert. Hillebrand war auf der Stelle tot, Grunwald kam mit leichten Verletzungen davon. Das Duo gewann später postum den Weltmeistertitel.
Von 1963 bis zu seiner letzten Austragung im Jahr 1965 fand der Große Preis von Bilbao auf einer 3,8 km langen Strecke im Stadtteil Begoña statt.

## Siegerliste

### Von 1934 bis 1935
| Datum             | Austragungsort                       | Klasse       | Sieger                   |  |
| ----------------- | ------------------------------------ | ------------ | ------------------------ |  |
| 2. September 1934 | Circuito de las avenidas de Ensanche | 250 cm³      | Miguel Simó (Terrot)     |  |
| 2. September 1934 | Circuito de las avenidas de Ensanche | 350 cm³      | Jack Adams (Velocette)   |  |
| 2. September 1934 | Circuito de las avenidas de Ensanche | 500 cm³      | Alexander Black (Norton) |  |
|                   |                                      |              |                          |  |
| 1. September 1935 | Circuito de las avenidas de Ensanche | 250 cm³      | Calvo (Triumph)          |  |
| 1. September 1935 | Circuito de las avenidas de Ensanche | 350 cm³      | Landáburu (Norton)       |  |
| 1. September 1935 | Circuito de las avenidas de Ensanche | 500 cm³      | Bejarano (Douglas)       |  |
| 1. September 1935 | Circuito de las avenidas de Ensanche | über 500 cm³ | Arteche (Ariel)          |  |

### Von 1946 bis 1965
| Auflage | Datum             | Austragungsort                  | Klasse                          | Sieger                                |
| ------- | ----------------- | ------------------------------- | ------------------------------- | ------------------------------------- |
| 1.      | 1. September 1946 | Castrejana                      | 100 cm³                         | José Antonio Rumeu (Montesa)          |
| 1.      | 1. September 1946 | Castrejana                      | 125 cm³                         | Juan Soler Bultó (Montesa) (200 cm³)  |
| 1.      | 1. September 1946 | Castrejana                      | 250 cm³                         | Francisco Bulto (Montesa)             |
| 1.      | 1. September 1946 | Castrejana                      | 350 cm³                         | Juan Gili (Norton)                    |
| 1.      | 1. September 1946 | Castrejana                      | 500 cm³                         | Ernest Vidal (BMW)                    |
|         |                   |                                 |                                 |                                       |
| 2.      | 31. August 1947   | Castrejana                      | 125 cm³                         | Guillermo Cavestany (Montesa)         |
| 2.      | 31. August 1947   | Castrejana                      | 250 cm³                         | Francisco Roviralta (Rudge)           |
| 2.      | 31. August 1947   | Castrejana                      | 350 cm³                         | Juan Gili (Norton)                    |
| 2.      | 31. August 1947   | Castrejana                      | 500 cm³                         | Javier Ortueta (BMW)                  |
|         |                   |                                 |                                 |                                       |
|         | 1948              | 1948 fanden keine Rennen statt. | 1948 fanden keine Rennen statt. | 1948 fanden keine Rennen statt.       |
|         |                   |                                 |                                 |                                       |
| 3.      | 4. September 1949 | Deusto                          | 125 cm³                         | Pierre Monneret (MV Agusta)           |
| 3.      | 4. September 1949 | Deusto                          | 250 cm³                         | Leon Brethes (Excelsior)              |
| 3.      | 4. September 1949 | Deusto                          | 350 cm³                         | Javier Ortueta (Velocette)            |
| 3.      | 4. September 1949 | Deusto                          | 500 cm³                         | Javier Ortueta (Velocette)            |
|         |                   |                                 |                                 |                                       |
|         | 3. September 1950 | abgesagt                        | abgesagt                        | abgesagt                              |
|         |                   |                                 |                                 |                                       |
| 4.      | 9. September 1951 | Deusto                          | 125 cm³                         | Leopoldo Mila (unbekannt)             |
| 4.      | 9. September 1951 | Deusto                          | 350 cm³                         | Werner Gerber (unbekannt)             |
| 4.      | 9. September 1951 | Deusto                          | 500 cm³                         | Javier Ortueta (unbekannt)            |
|         |                   |                                 |                                 |                                       |
| 5.      | 31. August 1952   | Deusto                          | 125 cm³                         | Gaston Gaury (Morini)                 |
| 5.      | 31. August 1952   | Deusto                          | 350 cm³                         | John Grace (Norton)                   |
| 5.      | 31. August 1952   | Deusto                          | 500 cm³                         | Javier Ortueta (Norton)               |
|         |                   |                                 |                                 |                                       |
| 6.      | August 1953       | Deusto                          | 125 cm³                         | Antonio Creus (MV Agusta)             |
| 6.      | August 1953       | Deusto                          | 350 cm³                         | Auguste Goffin (Norton)               |
| 6.      | August 1953       | Deusto                          | 500 cm³                         | Auguste Goffin (Norton)               |
|         |                   |                                 |                                 |                                       |
| 7.      | 29. August 1954   | Deusto                          | 125 cm³                         | Gabriel Corsín (MV Agusta)            |
| 7.      | 29. August 1954   | Deusto                          | 350 cm³                         | Auguste Goffin (Norton)               |
| 7.      | 29. August 1954   | Deusto                          | 500 cm³                         | Auguste Goffin (Norton)               |
|         |                   |                                 |                                 |                                       |
| 8.      | 28. August 1955   | Deusto                          | 125 cm³                         | Juan Atorrasagasti (MV Agusta)        |
| 8.      | 28. August 1955   | Deusto                          | 350 cm³                         | Auguste Goffin (Norton)               |
| 8.      | 28. August 1955   | Deusto                          | 500 cm³                         | Auguste Goffin (Norton)               |
|         |                   |                                 |                                 |                                       |
|         | 1956              | 1956 fanden keine Rennen statt. | 1956 fanden keine Rennen statt. | 1956 fanden keine Rennen statt.       |
|         |                   |                                 |                                 |                                       |
| 9.      | 25. August 1957   | Deusto                          | 125 cm³                         | Francisco González (MV Agusta)        |
| 9.      | 25. August 1957   | Deusto                          | 500 cm³                         | Carlo Bandirola (MV Agusta)           |
| 9.      | 25. August 1957   | Deusto                          | Gespanne                        | Helmut Fath / Fritz Rudolf (BMW)      |
|         |                   |                                 |                                 |                                       |
| 10.     | 24. August 1958   | Deusto                          | 350 cm³                         | Jean-Pierre Bayle (Norton)            |
| 10.     | 24. August 1958   | Deusto                          | 500 cm³                         | George Salt (Norton)                  |
| 10.     | 24. August 1958   | Deusto                          | Gespanne                        | Helmut Fath / Fritz Rudolf (BMW)      |
|         |                   |                                 |                                 |                                       |
| 11.     | 23. August 1959   | Deusto                          | 125 cm³                         | Jesús Ferrero (MV Agusta)             |
| 11.     | 23. August 1959   | Deusto                          | 500 cm³                         | Peter Ferbrache (Matchless)           |
| 11.     | 23. August 1959   | Deusto                          | Gespanne                        | Helmut Fath / Alfred Wohlgemuth (BMW) |
|         |                   |                                 |                                 |                                       |
| 12.     | 28. August 1960   | Deusto                          | 125 cm³                         | Bruno Spaggiari (Ducati)              |
| 12.     | 28. August 1960   | Deusto                          | 500 cm³                         | Jacques Insermini (Norton)            |
| 12.     | 28. August 1960   | Deusto                          | Gespanne                        | Helmut Fath / Alfred Wohlgemuth (BMW) |
|         |                   |                                 |                                 |                                       |
| 13.     | 27. August 1961   | Deusto                          | 125 cm³                         | Marcel Cama (Bultaco)                 |
| 13.     | 27. August 1961   | Deusto                          | 500 cm³                         | Hugh Anderson (Norton)                |
| 13.     | 27. August 1961   | Deusto                          | Gespanne                        | Max Deubel / Emil Hörner (BMW)        |
|         |                   |                                 |                                 |                                       |
|         | 1962              | 1962 fanden keine Rennen statt. | 1962 fanden keine Rennen statt. | 1962 fanden keine Rennen statt.       |
|         |                   |                                 |                                 |                                       |
| 14.     | 25. August 1963   | Begoña                          | 125 cm³                         | Francisco González jr. (Bultaco)      |
| 14.     | 25. August 1963   | Begoña                          | 250 cm³                         | Francisco González jr. (Bultaco)      |
|         |                   |                                 |                                 |                                       |
| 15.     | 30. August 1964   | Begoña                          | 125 cm³                         | Ramón Torras (Bultaco)                |
| 15.     | 30. August 1964   | Begoña                          | 250 cm³                         | Ramón Torras (Bultaco)                |
|         |                   |                                 |                                 |                                       |
| 16.     | 29. August 1965   | Begoña                          | 125 cm³                         | Bruno Spaggiari (Ducati)              |
| 16.     | 29. August 1965   | Begoña                          | 250 cm³                         | Ramiro Blanco (Bultaco)               |

## Verweise